# EFW N-20
L'EFW N-20 era un aereo da caccia progettato nei primi anni cinquanta dall'azienda svizzera Eidgenössische Flugzeugwerke Emmen (più comunemente indicata con la sigla EFW).
Quello dell'N-20 era il primo progetto per un aviogetto realizzato da un'azienda svizzera, ma non superò mai lo stadio di prototipo.

## Storia del progetto
Il progetto dell'EFW N-20 affonda le sue radici alla fine della seconda guerra mondiale quando, era il 25 aprile 1945, un Messerschmitt Me 262A della Luftwaffe fu costretto ad atterrare presso la base svizzera di Dübendorf, a causa della mancanza di carburante.
I tecnici della Schweizerische Flugwaffe (Servizio indipendente delle Forze armate federali svizzere, solo l'anno successivo divenuta forza indipendente, con il nome di Forze Aeree Svizzere) poterono quindi studiare il velivolo nella sua interezza, prima che (in epoca successiva) venisse trasferito per l'esposizione al Deutsches Museum di Monaco di Baviera.
In quegli stessi mesi i vertici dell'aeronautica militare sottolineavano l'importanza dei velivoli a getto nel futuro della difesa aerea e si apprestarono ad emettere le specifiche relative ai requisiti necessari per lo sviluppo dei nuovi velivoli.
Nel frattempo la Eidgenössische Flugzeugwerke Emmen, più tardi divenuta Farner Werke (F+W), sulla base degli studi compiuti dai tecnici svizzeri e dalle aziende straniere, che avevano nel frattempo reso disponibili i dati acquisiti, iniziò il progetto per un aliante sperimentale in configurazione tutt'ala.
Nel mese di ottobre del 1946 la Kommission für militärische Flugzeugbeschaffung (KMF, in tedesco Commissione per gli Appalti Aerei Militari) stabilì con un proprio documento i "Requisiti per un futuro aereo da combattimento delle Forze Aeree Svizzere per il periodo 1951-1956" che si dimostrò basilare per il successivo sviluppo degli aviogetti da parte delle aziende della confederazione Elvetica. Si riscontrarono, tuttavia, difformità di vedute tra la KMF e la Landesverteidigungskommission (LVK, Commissione Nazionale Difesa) circa la sostenibilità finanziaria di più progetti autoctoni; in sostanza quest'ultima riteneva che sarebbe stato più conveniente acquistare velivoli stranieri piuttosto che affrontare le spese per lo sviluppo di un progetto autarchico.
Il diverso approccio alla questione condusse a decisioni quantomeno contraddittorie: da un lato, in due occasioni diverse (il 23 settembre 1947 ed il 24 marzo 1949), il parlamento svizzero approvò l'acquisto di 175 de Havilland Vampire mentre la KMF, nel luglio del 1949, diede il proprio appoggio allo sviluppo del progetto dell'EFW N-20. In un fiorire di enti nazionali con funzioni che le fonti reperite non consentono di chiarire, nel novembre dello stesso anno la Kriegstechnische Abteilung (KTA, letteralmente Ufficio Tecnico della Guerra) ricevette la proposta da parte della Flug- und Fahrzeugwerke Altenrhein per il proprio cacciabombardiere P-16 che venne definito progetto "di grande interesse per le Forze Aeree".
L'anno successivo, mentre il governo federale trattava l'acquisto di cento de Havilland Venom, la KTA proseguì nell'intento di affrancarsi dalle produzioni straniere, supportando ancora i due progetti N-20 e P-16. In quello stesso anno la EFW portò in volo il velivolo N-20.1 Gleiter (in tedesco, aliante) simulacro in legno, in scala 1:3,5, privo (come evidente dal nome stesso) di qualsiasi tipo di motorizzazione e dotato di un secondo abitacolo per un osservatore.
Il secondo passo nel processo evolutivo del caccia svizzero fu compiuto realizzando, con le stesse misure del precedente, un velivolo sperimentale denominato N-20.2 Arbalète (questa volta dal francese, balestra) caratterizzato dall'inconsueta configurazione quadrigetto con i motori disposti a coppie nelle semiali, uno al di sopra ed uno al di sotto, in corrispondenza del bordo d'uscita. Questo secondo velivolo venne portato in volo per la prima volta il 16 novembre 1951; l'esito positivo dei collaudi determinò la decisione di procedere con la realizzazione del velivolo definitivo.
Quest'ultimo, denominato N-20.10 Aiguillon (dal francese, pungiglione), aveva i quattro motori alloggiati a coppie all'interno dello spessore delle semiali; mosse i primi passi rullando sulla pista l'8 aprile del 1952 (secondo alcune fonti anche staccandosi da terra per un breve lasso di tempo).

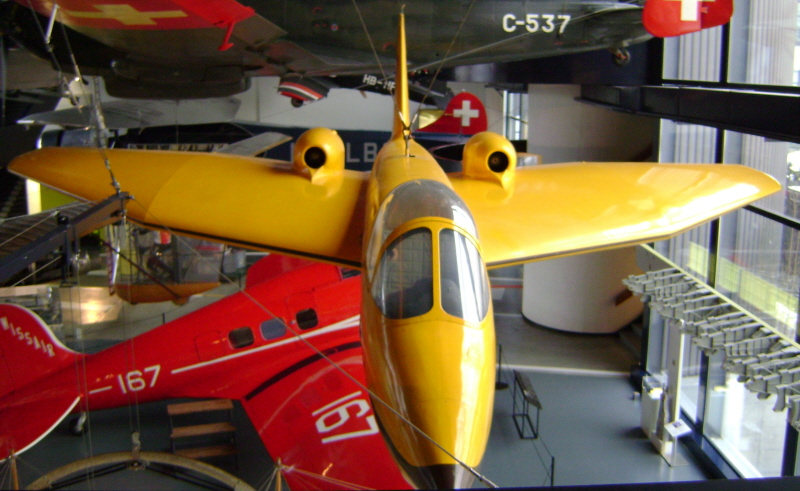
L'EFW N-20.02 Arbalète esposto al Verkehrshaus di Lucerna (Svizzera).

Nel gennaio del 1953 il Consiglio federale, basandosi sulle stime dei costi di produzione realizzate dalla KTA, decretò l'abbandono del progetto dell'N-20 con decisione tanto drastica che al prototipo fu negata l'autorizzazione al volo (sarebbe stato il primo volo effettivo) il successivo 21 settembre.

## Tecnica

### Struttura
L'N-20 era un monoplano interamente metallico ad ala media, caratterizzato dalla configurazione tuttala con andamento a freccia composita (con incremento dell'angolo di freccia a partire dalla metà dell'apertura alare). Come detto, mentre il primo esemplare (privo di apparato propulsivo) aveva struttura lignea, la struttura dei due esemplari (N-20.02 ed N-20.10) era interamente metallica. Il carrello d'atterraggio era di tipo triciclo anteriore; nel modello finale Aiguillon, gli elementi del carrello erano tutti dotati di doppia ruota.

### Motore
A parte il primo prototipo, l'N-20 era dotato di quattro motori a reazione; nel caso dell'N-20.02 Arbalète (realizzato a titolo sperimentale, in scala ridotta) le unità motrici erano quattro piccoli Turboméca Piméné in grado di sviluppare una forza pari a 100 kgf (equivalenti a 0,98 kN).
L'N-20.10 Aiguillon era invece dotato di quattro turboventole EFW Swiss-Mamba (motori derivati dalla turboelica britannica Armstrong Siddeley Mamba) capaci di circa 3 300 lbf (14,68 kN) ciascuno.